# Milly-sur-Bradon
Milly-sur-Bradon település Franciaországban, Meuse megyében. Lakosainak száma 148 fő (2022. január 1.). Milly-sur-Bradon Dun-sur-Meuse, Fontaines-Saint-Clair, Lion-devant-Dun, Mouzay, Murvaux és Sassey-sur-Meuse községekkel határos.

## Népesség
A település népességének változása:
| Lakosok száma | 227  | 180  | 167  | 167  | 177  | 184  | 162  | 149  | 148  | 148  |
|               | 1968 | 1982 | 1990 | 2006 | 2013 | 2015 | 2017 | 2019 | 2020 | 2022 |